# Parco nazionale naturale El Tuparro
Il parco nazionale naturale El Tuparro (Parque Nacional Natural El Tuparro) è un parco naturale colombiano istituito nel 1970. Si trova nella parte orientale degli llanos colombiani nel dipartimento di Vichada e ricopre una superficie di 548.000 ettari. La sua estensione altitudinale spazia dai 100 ai 330 m di altezza sul livello del mare. La temperatura media annuale si aggira intorno ai 27 °C. Oltre l'85% circa della superficie è dominato da savane, ma lungo i fiumi si trovano anche foreste ripariali e foreste a galleria. Uno dei primi «turisti» giunti nella zona fu Alexander von Humboldt, il quale, come i protagonisti del romanzo di Jules Verne Il superbo Orinoco, rimase impressionato dalle rapide conosciute come Raudales de Maipures. Dal 1993, il parco figura tra le candidature alla lista dei patrimoni dell'umanità dell'UNESCO della Colombia.

## Geografia
Situato nel bacino dell'Orinoco, il parco è attraversato dai fiumi Tomo e Tuparro, al quale esso deve il nome. I fiumi, talvolta dal corso estremamente sinuoso, formano numerosissime lagune.

## Flora e fauna
Caratteristici della flora del parco sono i boschetti paludosi di palma burití e Caraipa llanorum. Le savane secche, al contrario, sono ricoperte di erba e particolarmente soggette agli incendi. Il parco ospita 74 specie di mammiferi, 320 di uccelli, 17 di rettili, 26 di pesci e cinque di primati. Tra le specie degne di nota figurano armadilli giganti e tapiri, armadilli degli llanos, puma e giaguari, oltre a coccodrilli e tartarughe che vivono in stagni e laghi. Tra gli uccelli ricordiamo in particolare alcune specie di cracidi e varie specie di aquile. I visitatori del parco possono pernottare in hotel o campeggi.

## Popolazione
Entro i confini del parco vivono alcuni importanti gruppi etnici per un totale di circa 10.000 persone. Mentre i Guahíbo conducono ancora un'esistenza seminomade, gli altri gruppi sono sedentari.